# Biała Dolina (Szklarska Poręba)
Biała Dolina – jedna z najwyżej położonych części Szklarskiej Poręby. Jej zabudowania położone są wzdłuż potoku Bieleń i obejmują malownicze śródleśne polany na wys. 650–850 m n.p.m. na stokach Wysokiego Kamienia w Górach Izerskich.
Pierwsza stała osada powstała tu w 1617 r. i związana była z powstaniem nowej huty szkła. Jej założycielem był przedstawiciel czeskiej rodziny hutników szkła, przybyły z Kresic Wolfang Preussler, który umowę na jej powstanie i użytkowanie zawarł z właścicielem tych terenów Ulrichem Schaffgotschem. Po 1752 r., gdy zakład przeniesiono do osady Orle, na terenie Białej Doliny rozwinęło się pasterstwo i tkactwo chałupnicze. W początkach XIX wieku Biała Dolina była tętniącą życiem osadą, dając początek „centrum” całej późniejszej Szklarskiej Porębie. W dobie gwałtownego rozwoju turystyki (druga połowa XIX w.) wygodniej było zabudować tereny niżej położone, dlatego o Białej Dolinie nieco zapomniano. Dopiero w początkach lat 20., kiedy wszystkie dotychczasowe osiedla zamieniały się w nowoczesny kurort, również w Białej Dolinie wybudowano szereg pensjonatów, hoteli, a nawet dom zdrojowy i liczne gospody oraz restauracje.